# St. Kilian (Massenbachhausen)

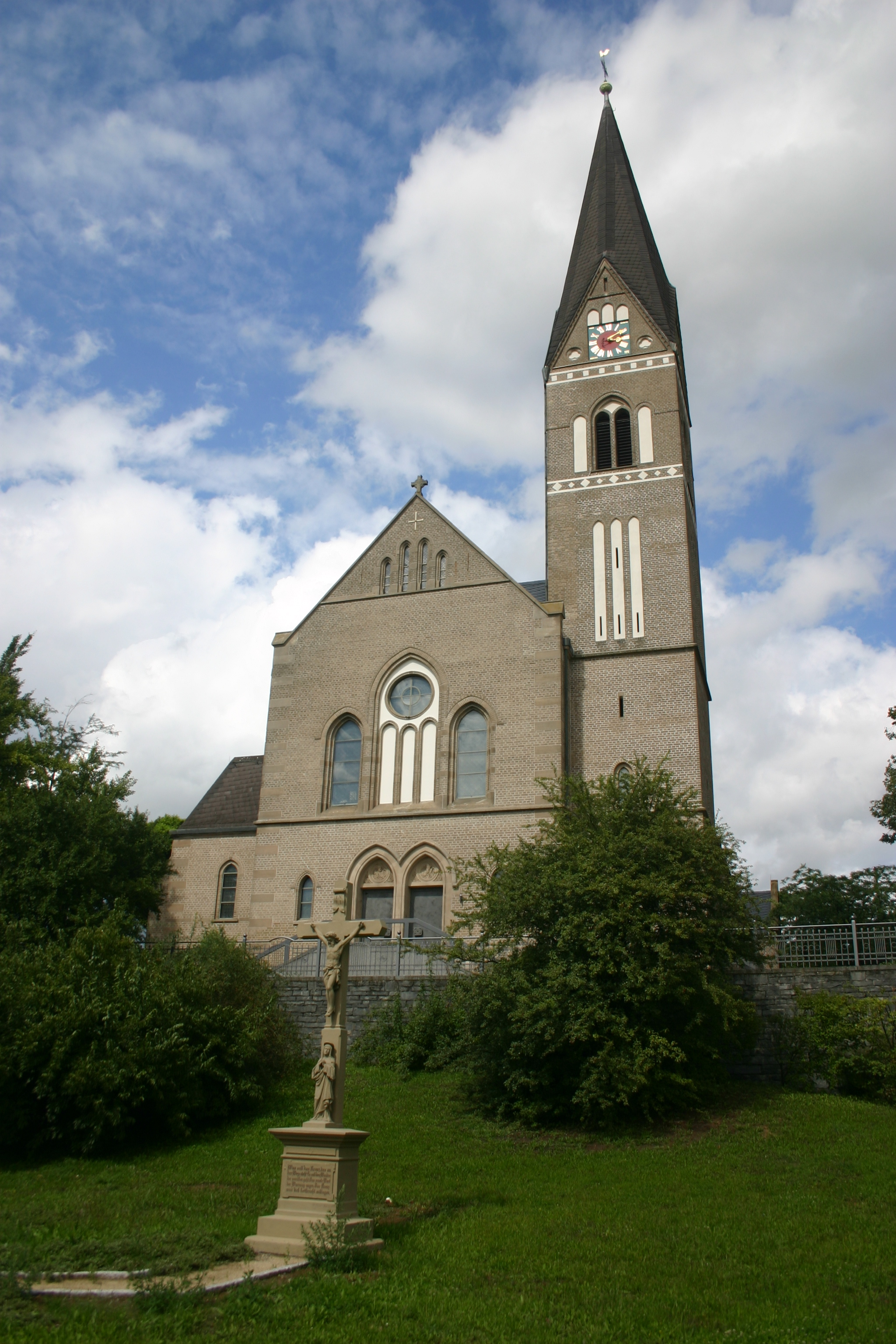
St. Kilian in Massenbachhausen

St. Kilian in Massenbachhausen im Landkreis Heilbronn im nördlichen Baden-Württemberg ist eine katholische Pfarrkirche. Das Bauwerk wurde 1905/06 nach Plänen von Ulrich Pohlhammer erbaut. Die Ausstattung der Kirche stammt im Wesentlichen noch aus der Zeit ihrer Errichtung, jedoch weist sie mit einem Rokoko-Altar von 1741 und einem Gemälde von Sebastian Luz von 1872 auch ältere Kunstschätze aus den Vorgängerbauten auf.

## Geschichte

### Frühe Geschichte
Da die Massenbachhausener Kirchenbücher bei einem Franzoseneinfall während des Pfälzischen Erbfolgekriegs 1693 vernichtet wurden, gibt es keine gesicherten Aufzeichnungen zur frühen Geschichte der Kirche. Es gilt jedoch als sicher, dass der heutige Standort der Kirche am einstigen südlichen Ende des Dorfes und früher inmitten des Friedhofes gelegen bereits der Standort der ersten Kirche in Massenbachhausen war. In alten Chroniken ist überliefert, dass um 1600 nur ein kleines Kirchlein bestand, das nach Osten ausgerichtet war und dessen Turm im Jahr 1609 auf eine Höhe von 16,5 Meter aufgestockt wurde. 1615 entstand ein neues Pfarrhaus.
Massenbachhausen war unter den Herren von Neipperg 1528 reformiert worden und hatte 1529 eine eigene Pfarrei erhalten. Als die Herren Echter von Mespelbrunn 1585 den Ort erwarben, erwirkten sie dessen Rekatholisierung, die sie insbesondere auch mit der Ansiedlung von katholischen Neusiedlern nach dem Dreißigjährigen Krieg festigten.
Die Kriege des 17. Jahrhunderts zogen die Kirche und das Pfarrhaus in schwere Mitleidenschaft. Nach dem Dreißigjährigen Krieg waren umfangreiche Wiederaufbaumaßnahmen nötig. Das Pfarrhaus und seine Nebengebäude wurden 1693 im Pfälzischen Erbfolgekrieg jedoch schon wieder völlig niedergebrannt, wobei auch die Kirchenbücher vernichtet wurden. Erneut wurde anschließend ein Pfarrhausneubau erstellt. Die Kirche wurde 1710 und 1741 mit neuen Altären ausgestattet, doch war das Gebäude an sich 1754 schon für die Gemeinde zu klein und außerdem in ruinösem Zustand.

### Kirchenneubau von 1754
Mit großer finanzieller Unterstützung durch Graf Wilhelm Reinhard von Neipperg, dessen Gemahlin Reichsgräfin Maria Franziska Theresia von Neipperg und den damaligen Pfarrer Schmitz entstand 1754 unter Verwendung des Chorturms der alten Kirche ein Neubau, dessen Schiff 17,50 Meter lang und 9,50 Meter breit war. Wie die mittelalterliche Kirche war auch der Neubau nach Osten ausgerichtet und dem heiligen Kilian geweiht. Die Kirche hatte einen rechteckigen Baukörper mit hohen Rundbogenfenstern und war teils von Rippenkreuzgewölbe, teils von einer flachen Holzdecke überspannt. Die Kirche bestand bis 1905, war dann jedoch für die auf über 1000 Personen angewachsene Gemeinde zu klein geworden und wurde zugunsten des heutigen Kirchenbauwerks abgerissen.
Das nach 1693 neu erbaute Pfarrhaus hingegen wurde während des Kirchenneubaus und auch anschließend vernachlässigt, so dass das Dekanat Neckarsulm die Gemeinde im Jahr 1839 unter Androhung der Aufhebung der Gemeinde dazu bewegen musste, einen Neubau für das heruntergekommene Gebäude zu erstellen.

### Kirchenneubau von 1905
Die heutige Kilianskirche wurde 1905/06 als fünfjochige, dreischiffige Basilika nach Plänen von Ulrich Pohlhammer erbaut. Der Neubau wurde nach Norden ausgerichtet. Von den Vorgängerbauten wurden dabei keine Teile erhalten. Selbst der massive alte Kirchturm musste abgerissen werden, da er kein ausreichendes Fundament aufwies. Die alte Kirche wurde am 5. Februar 1905 abgerissen, am 7. Mai 1905 wurde der Grundstein für den Neubau gelegt. Die Weihe der neuen Kirche erfolgte am 3. September 1906. Etwas vom Bauschmuck der Kirche, nämlich die beiden Reliefmedaillons mit Petrus und Paulus am Portal, schuf der aus Massenbachhausen stammende Bildhauer Firminus Wickenhäuser.
Das Schiff der Kirche hat eine Fläche von 32,50 × 18,36 Meter und eine Höhe von 12,20 Metern. Der Chor hat eine Fläche von 6,72 × 9,60 Meter. Der Turm der Kirche hat eine Höhe von 44,66 Meter.
Unmittelbar nach dem Kirchenbau wurde die Ausstattung der Kirche angeschafft. 1906 gab es bereits Hochaltar, Rosenkranzaltar, Familienaltar, Kanzel, Kommunionbank und Beichtstuhl. Im Folgejahr kamen Statuen zur Ausstattung hinzu, 1908 dann eine Orgel. 1913 wurde ein zusätzlicher Pietà-Altar aufgestellt. Nach seiner Renovierung kam 1915 auch wieder der Rokoko-Altar von 1741 in das Gotteshaus. Dieser Altar zeigt Maria umgeben von den Vierzehn Nothelfern bekrönt von einem Herz. Eine Besonderheit des Rokoko-Altars ist die auf der rechten Seite befindliche Statue des Johann Nepomuk, der nicht zu den Nothelfern zählt, sondern der dort vermutlich zu Ehren des 1792 verstorbenen Sohns der Stifterin, Leopold Johann Nepomuk von Neipperg, aufgestellt wurde.
Die Kirche hat verschiedentlich neue Glocken erhalten, jedoch mussten in beiden Weltkriegen jeweils auch Glocken abgeliefert werden. Die älteste heute erhaltene Glocke ist eine kleinere Glocke von 1869, die auf den Ton b gestimmt ist. Die restlichen drei Glocken des Geläuts wurden 1961 und 1962 neu beschafft (Herz-Jesu-Glocke) bzw. aus wenig gelungenen Nachkriegsglocken umgegossen (Marien- und Kiliansglocke).
Die Kilianskirche erhielt 1957 eine Heizung. Das Gebäude wurde 1966 außen und 1967 innen komplett saniert. 1992 wurde zudem die Stützmauer zum Ort hin renoviert, anschließend schloss sich eine erneute Kirchensanierung an.

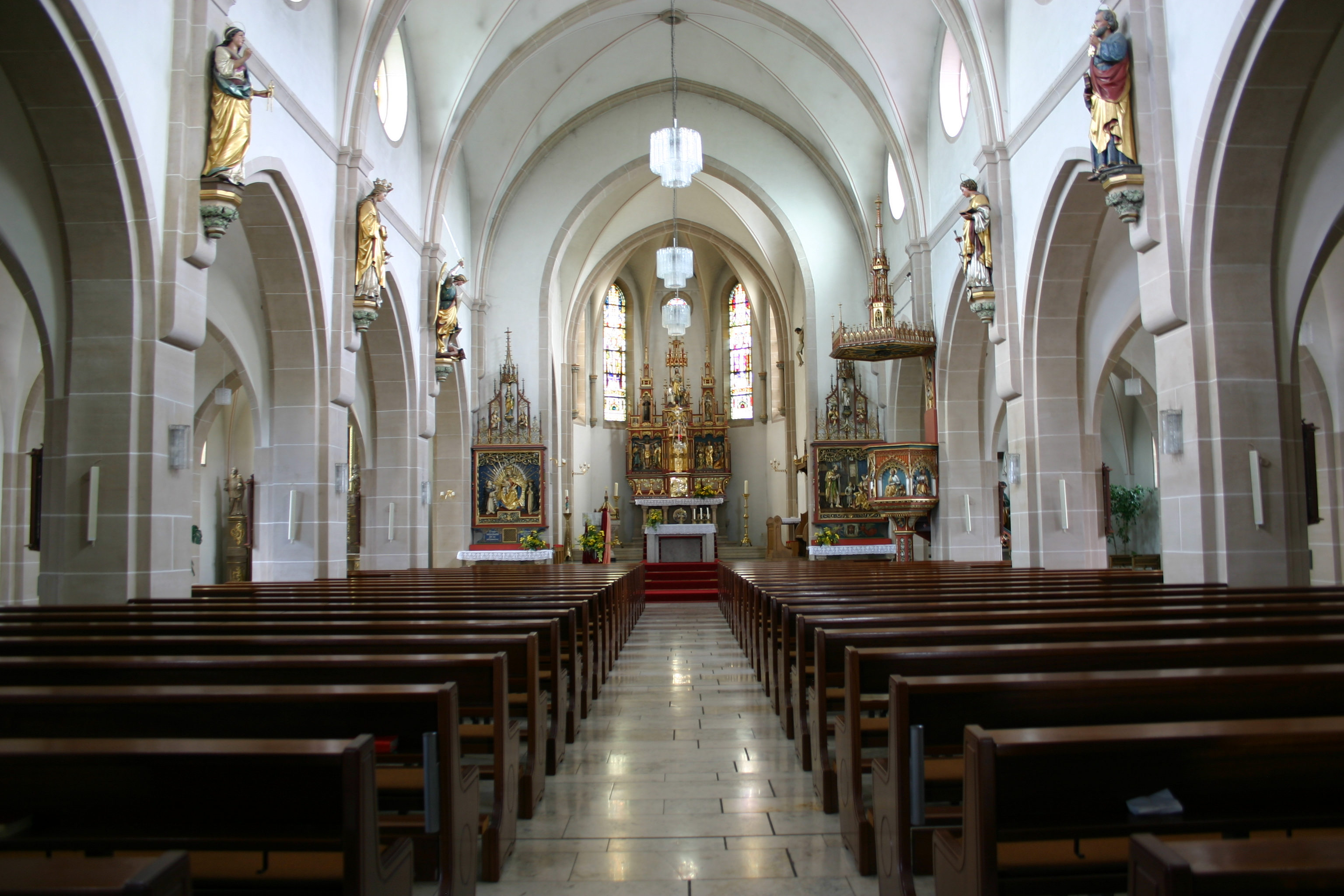
Hauptschiff der Kilianskirche
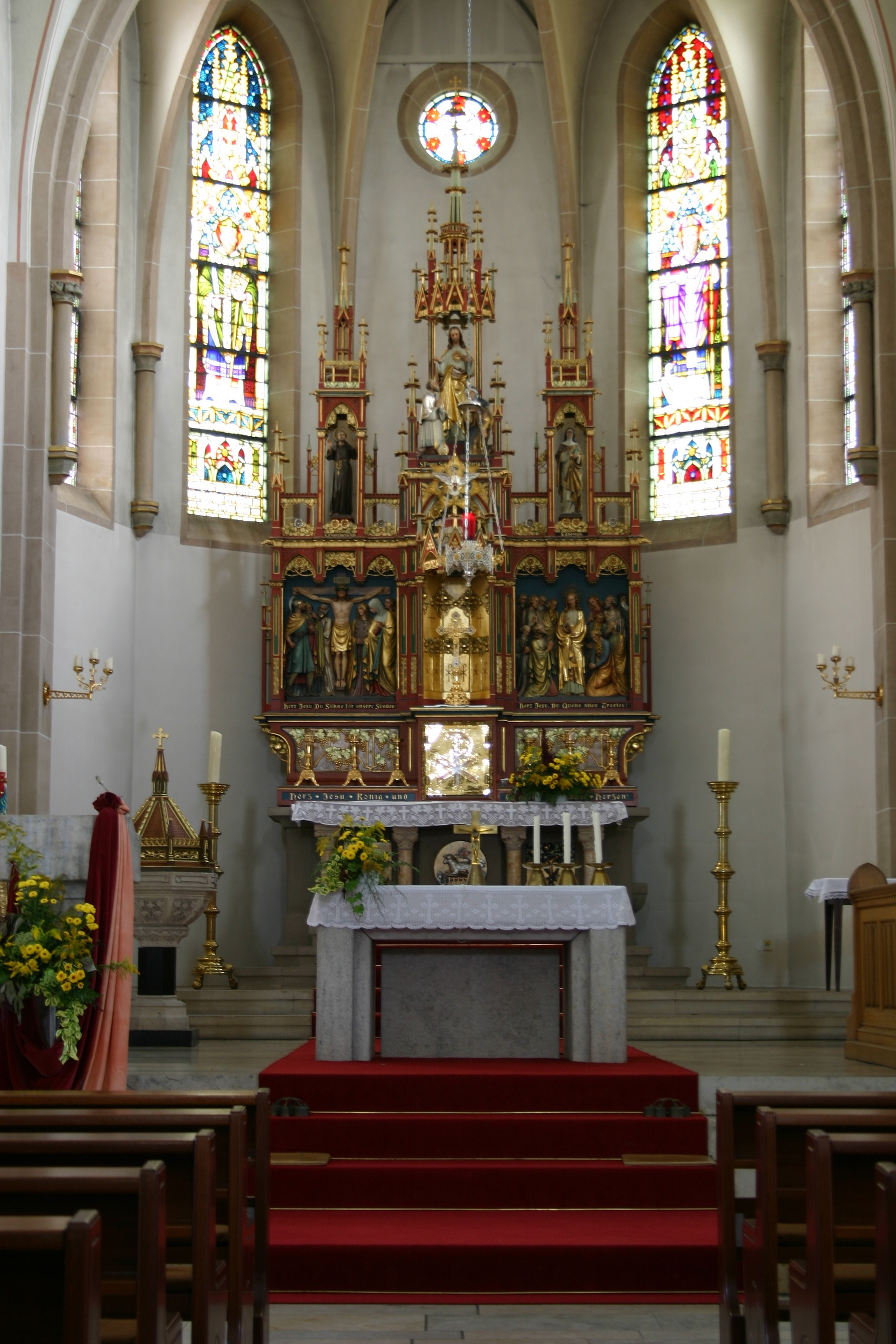
Neugotischer Altar von 1905/06